# Мадам Баттерфляй (фильм, 1974)
«Мада́м Баттерфля́й» (итал. Madame Butterfly) — художественный телефильм-опера,  поставленный в 1974 (1975) году режиссёром Жаном-Пьером Поннелем, экранизация одноимённой оперы Джакомо Пуччини.

## Сюжет
Действие происходит в XIX веке в Японии, в городе Нагасаки.
Телефильм-опера является экранизацией оперы Джакомо Пуччини «Мадам Баттерфляй», которая была создана по мотивам драмы Давида Беласко «Гейша», написанной по мотивам одноимённой журнальной повести Джона Лютера Лонга.
Изложение сюжета см. в статье «Мадам Баттерфляй».

## В ролях
| Актёр             | Роль                                            |
| ----------------- | ----------------------------------------------- |
| Мирелла Френи     | Чио-Чио-сан (мадам Баттерфляй)                  |
| Пласидо Доминго   | Бенджамин Франклин Пинкертон, лейтенант ВМФ США |
| Криста Людвиг     | Сузуки, служанка Чио-Чио-сан                    |
| Роберт Кернс      | Шарплесс, американский консул                   |
| Мишель Сенешаль   | Горо, сват                                      |
| Джорджио Стендоро | принц Ямадори                                   |
| Элке Шари         | Кэйт Пинкертон, жена Б.Ф.Пинкертона             |
| Мариус Ринтцлер   | Бонза, дядя Чио-Чио-сан                         |
| Вольфганг Шнайдер | Якусиде, дядя Чио-Чио-сан                       |
| Ханс Хелм         | комиссар                                        |
| ...               | Долоре, ребенок, сын Чио-Чио-сан                |

## Музыканты
- Венский филармонический оркестр
- Хор Венской оперы
- Дирижёр Герберт фон Караян

## Съёмочная группа
- Режиссёр: Жан-Пьер Поннель
- Продюсер: Фриц Буттенштидт
- Композитор: Джакомо Пуччини
- Сценаристы: Луиджи Иллика, Джузеппе Джакоза
- Оператор: Вольфганг Трой, Эрнст Вильд

## Издание на видео
- Выпущен на DVD фирмой Decca Records (Великобритания)